# تفشي (فلم)
تفشي (بالإنجليزية: Outbreak) فيلم أمريكي عن الكوارث الطبية لعام 1995 من إخراج وولفجانج بيترسن واستند إلى كتاب ريتشارد بريستون لعام 1994 «المنطقة الساخنة». البطولة للنجوم داستن هوفمان ورينيه روسو ومورغان فريمان ودونالد ساذرلاند وكيفن سبيسي. يعرض الفيلم انتشار فيروس خيالي يشبه فيروس إيبولا Ebola في موتابا في زائير ثم في بلدة صغيرة في الولايات المتحدة. تم تشخيصه بشكل أساسي في معهد البحوث الطبية التابع لجيش الولايات المتحدة للأمراض المعدية ومراكز السيطرة على الأمراض والوقاية منها والمدينة الخيالية سيدار كريك بولاية كاليفورنيا.
صدر الفيلم في 10 مارس 1995، وحقق نجاحًا في شباك التذاكر وفاز كيفن سبيسي بجائزتين عن أدائه. انتشر فيروس إيبولا في الحياة الواقعية في زائير في وقت عرض الفيلم.

## طاقم التمثيل
- داستين هوفمان: في دور العقيد سام دانيلز (دكتوراه في الطب)
- رينيه روسو: في دور الدكتورة روبرتا "روبي" كيو (دكتوراه في الطب)
- مورغان فريمان: في دور العميد بيلي فورد (دكتوراه في الطب)
- دونالد ساذرلاند: في دور اللواء دونالد "دوني" مكلينتوك
- كيفين سبيسي: في دور اللفتنانت كولونيل كيسي شولر (دكتوراه في الطب)
- كوبا غودينغ جونير: في دور سولت (دكتوراه في الطب)
- باتريك ديمبسي: في دور جيمس "جيمبو" سكوت
- زيكس موكاي: في دور الدكتور بنيامين إيوابيزي
- مالك بوينز: في دور الدكتور رسواني
- سوزان لي هوفمان: في دور الدكتورة ليزا أرونسون
- بينيتو مارتينز: في دور الدكتور خوليو رويز
- بروس جارشو: في دور دكتور ماسيلي
- ليلاند هايوارد الثالث: في دور هنري سيوارد
- دانيال تشودوس: في دور رودي ألفاريز
- ديل ديكي: في دور اللفتنانت كولونيل بريجز
- كارلا كيوفيدو: في دور كيت جيفريز
- جينا مينزا: في دور السيدة جيفريز
- بير ديدريك فاسمر: في دور السيد جيفريز
- موري سترلينج: في دور ساندمان وان
- مايكل إيمانويل: في دور مساعد طيار
- ديانا بيلامي: في دور السيدة بانانيدس
- كيلي أوفربي: في دور أليس
- جي تي والش: في دور كبير موظفي البيت الأبيض[5]

## أحداث الفيلم
نقرأ في مقدمة الفيلم عبارة قالها الدكتور جوشوا ليدربيرج  Joshua Lederberg عالم الأحياء الجزيئي الأمريكي الحائز على جائزة نوبل 1995: (إن أكبر تهديد لاستمرارية الإنسان على سطح الأرض هو الفيروس).
خلال تمرد كيسانغاني في الكونغو (زائير) عام 1967، تم اكتشاف فيروس يسمى موتابا، والذي يسبب حمى قاتلة، في الغابات الأفريقية. للاحتفاظ بسرية أخبار الفيروس، قام ضباط الجيش الأمريكي دونالد مكلينتوك وبيلي فورد بتدمير المعسكر الذي أصيب فيه الجنود.
بعد ثمانية وعشرين عامًا، يتم إرسال الكولونيل سام دانيلز، عالم الفيروسات في معهد البحوث الطبية للجيش الأمريكي للأمراض المعدية USAMRIID، للتحقيق في انتشار المرض في زائير. يقوم سام هو وطاقمه (المقدم كيسي شولر والمجنّد الجديد الرائد سولت) بجمع المعلومات والعودة إلى الولايات المتحدة. يرفض فورد (العميد الآن وضابط سام دانيلز الأعلى) مخاوف سام حول انتشار الفيروس.
يصاب القرد بيتسي (قرد كابوشين أبيض الرأس) بالفيروس، ويتم تهريبه إلى الولايات المتحدة. يصاب بالعدوى جيمس العامل في مختبر فحص الحيوانات، عندما يسرق بيتسي لبيعه في السوق السوداء. يفشل جيمس في بيع القرد، ويسلمه لرودي الفاريس صاحب متجر للحيوانات الأليفة في قرية سيدار كريك الساحلية في كاليفورنيا، الذي يصاب هو وصديقته، بعد إطلاق سراح القرد في غابة خارج القرية. تحقق في مرضهم الدكتورة روبرتا كيو، وهي زوجة سام دانيلز السابقة. يموت جيمس ورودي وصديقته، لكن كيو تقرر أنه لم يُصاب أي شخص آخر في بوسطن.
يصاب فني مستشفى في سيدار كريك بالعدوى عندما تنكسر قنينة دم رودي عن طريق الخطأ. يتحول الفيروس بسرعة إلى سلالة قادرة على الانتشار مثل الإنفلونزا، وينتقل عبر الهواء ويسبب إصابة عدد من الأشخاص في السينما. يطير سام دانيلز إلى سيدار كريك على الرغم من أوامر رئيسه فورد، لينضم إلى فريق البحث عن القرد، ويقوم الجيش بحجر المدينة وفرض الأحكام العرفية. يُصاب بعض فريق البحث، وايضا تصاب الدكتورة كيو بالخطأ أثناء معالجة المرضى.
يقدم فورد مصلًا تجريبيًا يعالج السلالة الأصلية، ويدرك دانيلز أنه كان على علم بالفيروس قبل تفشي المرض، ويكتشف عملية تسمى «حملة التنظيف»، وهي خطة للجيش لاحتواء الفيروس عن طريق قصف سيدار كريك، وإحراق المدينة وسكانها، ظاهريًا لمنع توسع موتابا إلى أبعاد وبائية. يخطط اللواء مكلينتوك، لاستخدام العملية لإخفاء وجود الفيروس المتحور بحيث يمكن الحفاظ على السلالة الأصلية لاستخدامها كسلاح بيولوجي. يأمر مكلينتوك باعتقال دانيلز لمنعه من العثور على علاج، بدعوى انه حامل للفيروس. يهرب دانيلز قبل أن يسافر هو وسولت بطائرة هليكوبتر إلى السفينة في البحر التي كانت تقل بيتسي. يحصل دانيلز على صورة بيتسي وينشرها في وسائل الإعلام. تدرك السيدة جيفريز، إحدى سكان باليسادس، أن ابنتها كيت كانت تلعب مع بيتسي في فناء منزلهم وتتصل بمركز السيطرة على الأمراض. يتم القبض على القرد بيتسي، ويخبر دانيلز رئيسه فورد بذلك ليؤخر تفجير القرية في حملة التنظيف. يقنع دانيلز، وبمساعدة فورد، طاقم طائرة المفجر، بتفجير القنبلة فوق الماء وتجنيب المدينة الدمار قبل أن يأمر مكلينتوك بتفجير آخر. يعفى فورد الدكتور دانيلز من القيادة ويأمر باعتقاله. تنتهي الأحداث بتصالح دانيلز وكيو بينما يتم علاج سكان سيدار كريك.

## استقبال الفيلم
شباك التذاكر
تصدر «التفشي» قائمة شباك التذاكر الأمريكية في عطلة نهاية الأسبوع الافتتاحية بأرباح بلغت 13.420.387 دولارًا ، واستمر ثلاثة أسابيع في المركز الأول.
حقق الفيلم  67.659.560 دولارًا محليًا و 122.200.000 دولارًا دوليًا.
عاد الفيلم للظهور أثناء جائحة كورونا (COVID-19 pandemic) واحتل المرتبة الرابعة بين أكثر الأفلام شعبية على شبكة نيتفليكس Netflix في الولايات المتحدة في 13 مارس 2020.
استقبال النقاد
منح موقع الطماطم الفاسدة فيلم «التفشي» تقييم مقداره 62% بناء على آراء 62 من النقاد، وكان إجماع الرأي يقول: «دراما كارثية متفاوتة بشكل محبط، أثبتت في النهاية أن الفيروس معدي بشكل معتدل ويترك القليل من الآثار الجانبية الدائمة».
منح موقع «ميتاكريتيك» لتجميع آراء النقاد، تقييم للفيلم بلغ 64% بناء على آراء 21 ناقد.
رصد موقع «سينما سكور» استطلاع رأي المشاهدين ومنح الفيلم درجة (-A).
كتب الناقد السينمائي المعروف روجر ايبرت في مقالته على صحيفة «شيكاغو صن تايمز»، ومنح الفيلم درجة ثلاثة نجوم ونصف من أصل أربعة نجوم: «واحدة من قصص الرعب العظيمة في عصرنا، فكرة أن الأمراض المميتة تكمن في أعماق الغابات المطيرة المجهولة، وإذا هربت الأمراض يومًا من منازلهم في الغابة ودخلوا مجرى الدم البشري، فسيكون هناك وباء جديد لم نشهد مثله من قبل». كما استمتعت ريتا كيمبلي من صحيفة واشنطن بوست بحبكة الفيلم وكتبت: «التفشي هو صيحة مطلقة بفضل سرعة المخرج المسعورة والاهتمام الكبير الذي يقدمه لإعداد القصة واحتمالية حدوثها».
كتب ديفيد دينبي لمجلة نيويورك: «على الرغم من أن المشاهد الافتتاحية كانت جيدة، ولكن في مكان ما في الوسط.. يسقط التفشي من منحدر ويصبح تقليديًا إلى حد ما». كما وجدت جانيت ماسلين من صحيفة نيويورك تايمز موضوع الفيلم مقنعًا ولكن معالجته غير فعالة: «تساهم ضحالة الفيلم أيضًا في الانطباع بأنه لا توجد مشكلة شائكة جدًا بحيث لا يمكن حلها بواسطة البطولات».
تعرضت النظرة العلمية للفيلم لانتقادات، وخصوصًا مع مقارنته بفيلم عام 2011 «العدوى» وتشمل الانتقادات، احتمالات أن يستغرق الفيروس ساعة واحدة فقط، بدلاً من أيام، حتى يتكاثر، ويستغرق تركيب العلاج أقل من دقيقة، بدلاً من عدة أشهر؛ وحقن الدواء الذي ينتج عنه تحسن فوري.
الجوائز
جوائز دائرة نقاد السينما في نيويورك: كيفن سبيسي (أفضل ممثل مساعد).
جوائز جمعية تكساس لنقاد السينما: كيفن سبيسي (أفضل ممثل مساعد) وتتضمن الجائزة أيضًا أعمال سبيسي الأخرى «سيفن Se7en» و «المشتبهون الدائمين The Usual Suspects».

## وصلات خارجية
- مقالات تستعمل روابط فنية بلا صلة مع ويكي بيانات